# Soosiulus ruber
Soosiulus ruber är en insektsart som beskrevs av Young 1977. Soosiulus ruber ingår i släktet Soosiulus och familjen dvärgstritar. Inga underarter finns listade i Catalogue of Life.